# Diene der Party
Diene der Party ist das fünfte Studioalbum der deutschen Punkrockband Pascow. Es erschien am 28. Februar 2014 über das bandeigene Kidnap Music und das Kölner Label Rookie Records (im Vertrieb von Cargo Records).

## Entstehungsgeschichte
2013 zog sich die Band Pascow von ihren Liveauftritten zurück, um das Album fertigzustellen. Sie spielten nur vereinzelt Gigs im Vorprogramm von Die Ärzte und Turbostaat. In dieser Zeit entstanden die neuen Lieder für das Album. Erster Text war Merkel-Jugend. Die Schlagzeugaufnahmen fanden eine Woche im Oktober 2013 im Toolhouse Studio in Rotenburg an der Fulda statt. Assistiert wurde der Band von Simon Jäger. Im Oktober wurde der Rest der Platte an zwei Wochen im Tonstudio 54 von Musikproduzent Kurt Ebelhäuser in Friedrichssegen bei Koblenz aufgenommen. Bei den Arbeiten am Album experimentierte die Band viel mit dem Sound, um einen neuartigen Klang zu kreieren.
Ursprünglich sollte das Album Lettre Noir heißen, doch da Broilers kurz vorher das Album Noir veröffentlichten, entschied man sich dagegen und benannte das Album nach einem anderen Lied. Die Releaseparty des Albums fand am 7. März 2014 im Trierer Ex-Haus statt.

## Titelliste
1. Die Realität ist schuld, dass ich so bin – 2:39
2. Im Raumanzug  – 2:51
3. Diene der Party – 2:31
4. Lettre Noir – 2:38
5. Fliegen – 2:49
6. Fluchen und fauchen – 1:30
7. Castle Rock – 3:17
8. Verratzt – 0:41
9. Zeit des Erwachens – 2:46
10. Briefe an Patti Smith – 2:23
11. Merkel-Jugend – 2:26
12. Unten am Fluss – 2:07
13. Smells Like Twen Spirit – 2:32
14. Zwickau sehen und sterben – 2:40
15. Gespenster – 1:59

## Veröffentlichung
Neben der normalen Digipack- und LP-Version erschien ein Box-Set, das eine LP, eine MP3-Version des Albums sowie ein Buch im LP-Format beinhaltete. Das Buch enthält neben den Texten Kurzgeschichten von Undergroundliteraten wie Jan Off, Alex Gräbeldinger und Chris Scholz sowie eine Fan-Kurzgeschichte zu verschiedenen Liedern von Pascow. Im Buch sind des Weiteren Konzertfotos von Kay Özdemir. Das Boxset war bereits vor Veröffentlichung ausverkauft.

## Musikstil und Texte
Pascow experimentierten auf Diene die Party etwas mit ihrem Sound. Man beschränkte sich auf zwei bis drei Gitarrenspuren und suchte einen Achtziger-Jahre-Schlagzeugsound. Der neue Sound wurde etwas basslastiger als auf den vorigen Alben. Die Texte von Diene der Party sind wesentlich direkter und weniger verklausuliert. Ein großer Teil der Texte handelt von den Anforderungen der Arbeitswelt und vom Erwachsenwerden auf dem Dorf und in der Stadt. Auch aktuelle Entwicklungen werden aufgegriffen, so richtet sich Lettre Noir gegen die südtiroler Band Frei.Wild.

## Songinfos
Das Titelstück handelt von der „Arbeitswelt, Aufopferungsbereitschaft, Zwölf-Stunden-Tage und dem Glauben daran, dass es einem dadurch besser geht.“ Das Lied spielt mehrfach auf The Smiths an, unter anderem auf deren Lied Panic und das Album The Queen Is Dead. Motive des Songs werden auch im dazugehörigen Video aufgegriffen, unter anderem sind dort Yoda, die Queen sowie Morrissey zu sehen.
Zeit des Erwachens beschreibt im ersten Teil den Wendepunkt der Adoleszenz und schwenkt dann über zur Debatte um die „Festung Europa“. Auch in Castle Rock geht es um das Erwachsenwerden. Der Anfang ist ein unabsichtliches Zitat aus dem Kiss-Song I Was Made for Loving You, das entstand, als man versuchte, den Sound möglichst Pascow-untypisch zu gestalten.
Lettre Noir richtet sich gegen die Südtiroler Band Frei.Wild. Der Text zieht Parallelen zu der Frankfurter Band Böhse Onkelz.
Briefe an Patti Smith handelt von einem zwölfjährigen Mädchen, das Briefe an Patti Smith schreibt.
Bei mehreren Stücken ist Nadine Mötherfucker von der St. Wendeler Band Christmas als Gastsängerin zu hören.